# Casa de las Américas
La Casa de las Américas (en français : « Maison des Amériques ») est un organisme culturel cubain créé à La Havane le 28 avril 1959 par le gouvernement de Fidel Castro après sa prise de pouvoir la même année.

## Historique
Sa fondatrice et première directrice est la guérillera Haydée Santamaría, elle a dirigé cet organisme depuis sa fondation jusqu'à sa mort en 1980. Suivront l'artiste peintre Mariano Rodríguez (1912-1990) de 1980 à 1986, puis le poète Roberto Fernández Retamar (1930-2019) de 1986 à 2019.
La Casa de las Américas participe à la diffusion et aux échanges culturels, littéraires et scientifiques entre les États d'Amérique latine et les Caraïbes. Elle participe aux activités de promotion culturelle, à l'organisation de concerts, concours, expositions, festivals et séminaires.

## Éditions
La Casa de las Américas publie plusieurs revues littéraires :
- Casa, depuis 1960[1] ;
- Conjunto, consacrée au théâtre latino-américain, depuis 1964[2] ;
- Boletín música, consacrée à la musique et musicologie latino-américaines (1970-1990, puis depuis 1995)[3] ;
- Anales del Caribe, depuis 1981, avec des textes en espagnol, en anglais et en français[4].

## Prix
Depuis 1960, l'organisme cubain décerne un prix Casa de las Américas, qui honore la littérature à travers l'œuvre d'un écrivain. Le prix est attribué dans diverses catégories : poésie, conte, nouvelle, théâtre et essai. Depuis la seconde moitié des années 1970, ce prix littéraire distingue également des œuvres d'écrivains anglophones et francophones d'Amérique.